# Arif Aziz
Arif Aziz (en azerí: Arif Əziz; Bakú, 3 de enero de 1943) es un pintor de Azerbaiyán,  galardonado con el título "Artista del pueblo de la República de Azerbaiyán" en 2018.

## Biografía
Arif Aziz nació el 3 de enero de 1943 en la ciudad de Bakú. Entre 1957 y 1962 estudió en la Universidad Estatal de Cultura y Arte de Azerbaiyán. Después continuó su estudio  en Moscú durante cinco años. A partir de principios de los años setenta enseñó en las escuelas de arte del país. Entre 2005 y 2007 trabajó en la Universidad de Beykent en la ciudad de Estambul de Turquía. Posteriormente se convirtió en Decano de la Universidad Estatal de Cultura y Arte de Azerbaiyán.
Arif Aziz es miembro de la Unión de Artistas de Azerbaiyán desde 1975.

## Premios y títulos
- Orden de la Insignia de Honor (1986)
- Artista de Honor de la República de Azerbaiyán (1992)
- Orden Shohrat (2018)
- Artista del pueblo de la República de Azerbaiyán (2018)[3]
- Diploma de Honor del Presidente de la República de Azerbaiyán (2023)[4]